# دومينيك بيتي
دومينيك بيتي (بالفرنسية: Dominique Petit)‏ هو سباح فرنسي، ولد في 5 مارس 1961.

## وصلات خارجية
- دومينيك بيتي على موقع الاتحاد الدولي للسباحة (الإنجليزية)
- دومينيك بيتي على موقع SwimRankings.net (الإنجليزية)
- دومينيك بيتي على موقع اللجنة الأولمبية الدولية (الإنجليزية)
- دومينيك بيتي على موقع أوليمبيديا (الإنجليزية)